# Du lịch Tây Ninh

Hình ảnh núi Bà Đen từ trung tâm thành phố Tây Ninh.

Tây Ninh là một trong những điểm đến du lịch tâm linh hàng đầu ở khu vực Đông Nam Bộ và của cả Nam Bộ. Núi Bà Đen của Tây Ninh là ngọn núi cao nhất ở khu vực Nam Bộ, sở hữu ngôi chùa Bà cổ với tuổi dời hơn 300 năm. Đây cũng là nơi đã khai sinh tôn giáo Cao Đài với kiến trúc nổi bật là Tòa Thánh Tây Ninh hay Di tích lịch sử cấp quốc gia đặc biệt Căn cứ Trung ương Cục miền Nam,...
Dịp tết Nguyên đán 2022, du lịch Tây Ninh đã vươn lên dẫn đầu cả nước với gần 600 ngàn du khách đến tham quan, vượt qua Quảng Ninh, Đà Nẵng, Quảng Nam và Phú Quốc của Kiên Giang,... Tổng năm 2022, du lịch Tây Ninh đạt mốc 4,5 triệu lượt khách tăng 200% so với năm 2021, doanh thu đạt 1.400 tỷ đồng, tăng 130%. Định hướng phát triển trong thời gian tới, Ủy ban nhân dân tỉnh Tây Ninh xác định mục tiêu phấn đấu đến năm 2025 đưa du lịch trở thành ngành kinh tế quan trọng và đến năm 2030 phát triển du lịch trở thành ngành kinh tế mũi nhọn. Theo báo cáo từ Sở Văn hóa, Thể thao và Du lịch Tây Ninh đã có đến 90% du khách đến Tây Ninh để thăm quan Khu du lịch Núi Bà Đen và Tòa Thánh Tây Ninh.

## Di tích lịch sử - văn hóa

### Di tích lịch sử - văn hóa cấp Quốc gia

#### Núi Bà Đen

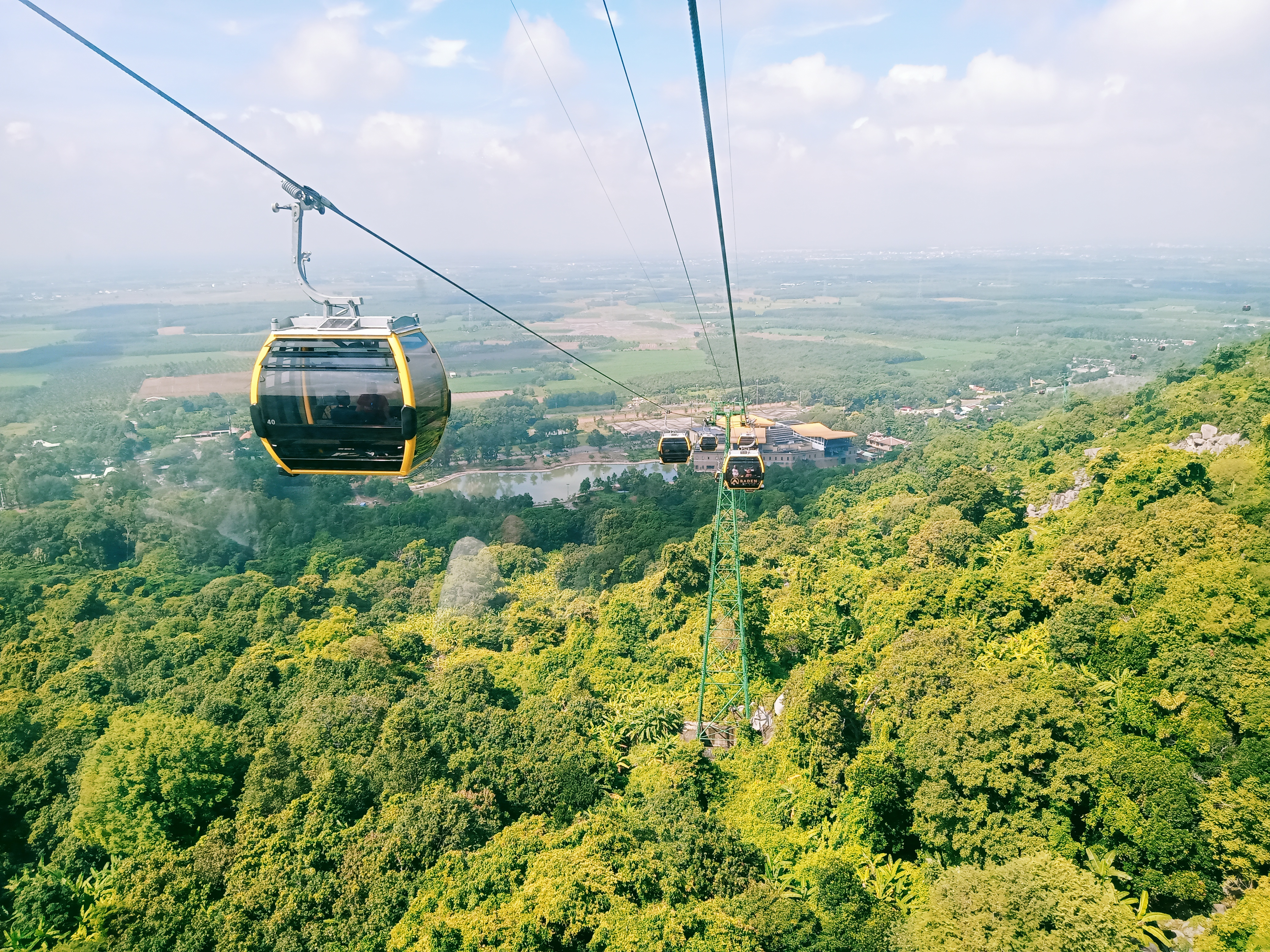
Cáp treo núi Bà Đen.

Núi Bà Đen là một ngọn núi nằm trong quần thể di tích văn hóa lịch sử núi Bà Đen, đồng thời cũng là ngọn núi cao nhất khu vực Nam Bộ, còn được gọi với cái tên "Đệ nhất thiên sơn", là biểu tượng cho mảnh đất và con người Tây Ninh (Đệ nhị thiên sơn là núi Gia Lào).
Ngày 18 tháng 1 năm 2020, UBND tỉnh Tây Ninh và Tập đoàn Sungroup đã chính thức đưa vào vận hành hệ thống cáp treo mới hiện đại tại Khu du lịch Quốc gia Núi Bà Đen, sau 1,5 năm thi công xây dựng. Công trình đầu tiên được khai trương nằm trong quần thể khu du lịch Sun World Bà Đen.

#### Đình Hiệp Ninh
Đình Hiệp Ninh là một công trình kiến trúc cổ được xây dựng cách nay trên 100 năm với nhiều công trình nghệ thuật điêu khắc tinh xảo. Vào ngày 12 tháng 10 năm 1990, nơi này đã được Bộ Văn hóa và Thông tin ban hành quyết định số 1330/QĐ–BT xếp Đình Hiệp Ninh vào di tích lịch sử cấp quốc gia. Hiện nay, Đình tọa lạc tại khu phố 4, phường 2, thành phố Tây Ninh, tỉnh Tây Ninh.

#### Đình Thái Bình
Đình Thái Bình là một công trình thờ Thành hoàng Võ Văn Oai, tọa lạc tại khu phố 4, phường 1, thành phố Tây Ninh. Đình được Bộ Văn hóa và Thông tin công nhận là di tích lịch sử văn hóa tại Quyết định số 3211/QĐ-BT ngày 12 tháng 12 năm 1994. Đình Thái Bình còn lưu giữ sắc phong thần do vua Khải Định ban phong ngày 18 ngày 3 năm 1917 (Khải Định, nhị niên, tam nguyệt, Thập bát nhật).

### Di tích lịch sử - văn hóa cấp tỉnh

#### Cơ sở Tỉnh ủy Tây Ninh
Trong giai đoạn cách mạng từ năm 1954 đến 1960, cơ sở chỉ đạo bí mật của Tỉnh ủy Tây Ninh đặt tại nhà ông Nguyễn Văn Đạt nay là khu phố 4, phường II, thành phố Tây Ninh. Đến ngày 27 tháng 9 năm 1999, chủ tịch Ủy ban nhân dân tỉnh Tây Ninh đã ký quyết định số 139/QĐ-CT công nhận đây là di tích lịch sử cấp tỉnh.

#### Đền thờ Đức thánh Trần Hưng Đạo
Đền thờ Đức thánh Trần Hưng Đạo hiện nay nằm ở khu phố 3, phường 3, thành phố Tây Ninh được công nhận theo quyết định số 267/QĐ-CT ngày 27 tháng 12 năm 2001 của Chủ tịch Ủy ban nhân dân tỉnh Tây Ninh.

#### Khu chứng tích cầu Quan

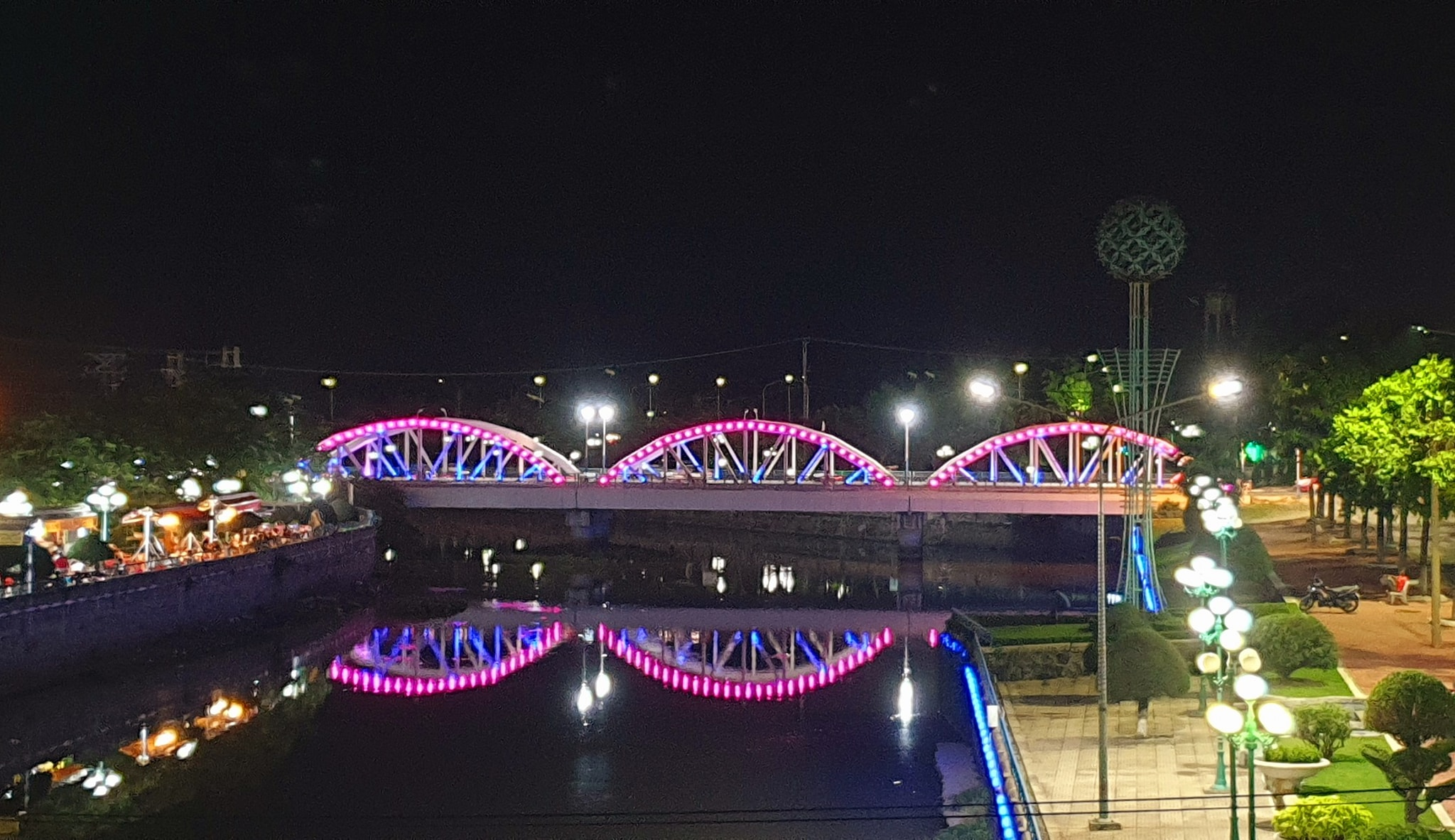
Cầu Quan, Tây Ninh về đêm.

Khu chứng tích cầu Quan gồm có cầu Quan, nhà lồng chợ (cũ) và một tượng đài với 5 nhân vật màu đồng, trong đó chính giữa là hình tượng bà mẹ cao 330 cm đang bồng con bị giặc giết trên tay. Ngoài ra, còn có hai mảng phù điêu với mảng chủ đề "mẹ khóc con, vợ khóc chồng, con khóc cha" và "đấu tranh chính trị, binh vận và võ trang".

#### Miếu Quan thánh Đế Quân
Miếu Quan thánh Đế Quân hay Miếu Quan Đế do người Hoa được xây dựng tại khu phố 4, phường 2, thành phố Tây Ninh, người Việt thường gọi là chùa Ông. Quan công là một nhân vật trong thời Tam quốc (Ngô - Thuỵ - Thục) ở Trung Quốc, và được xem như là người "Vạn cổ nhất nhân" tượng trưng cho Đức – Trí – Dũng và được người Hoa tôn sùng lập Miếu thờ nhiều nơi.

#### Chùa Khmer Khedol
Chùa Khmer Khedol được xây dựng tại ấp Khedol, xã Thạnh Tân, thành phố Tây Ninh, nằm trên tỉnh lộ 4. Khe-Đon là một địa danh nằm phía Bắc núi Bà Đen. Từ lâu tại đây đã có nhiều người Khmer sinh sống.

### Khác

#### Căn cứ Trung ương Cục miền Nam
Căn cứ Trung ương Cục miền Nam hay còn được biết đến với những cái tên khác như R (mật danh của Trung ương Cục miền Nam); Căn cứ Chàng Riệc (gọi tên theo khu rừng đặt căn cứ); Căn cứ Phạm Hùng (người giữ chức vị Bí thư Trung ương Cục trong thời gian dài); Căn cứ địa Bắc Tây Ninh. Nơi này từng là căn cứ quan trọng của Việt Minh trong hai cuộc kháng chiến chống Pháp và chống Mỹ.
Khu di tích lịch sử Căn cứ Trung ương Cục miền Nam gồm ba phân khu: Căn cứ Trung ương Cục miền Nam, Căn cứ Mặt trận dân tộc giải phóng miền Nam Việt Nam và Căn cứ Chính phủ Cách mạng lâm thời Cộng hòa miền Nam Việt Nam.

#### Tháp Bình Thạnh
Tháp Bình Thạnh là một tháp cổ nằm ở ấp Bình Phú, xã Phước Bình, thị xã Trảng Bàng, tỉnh Tây Ninh. Đây là một trong số các kiến trúc tháp thuộc nền văn hóa Óc Eo còn sót lại tại Nam Bộ Việt Nam.

#### Tháp Chót Mạt
Tháp Chót Mạt là một tháp cổ tại ấp Xóm Mới, xã Tân Phong, huyện Tân Biên, tỉnh Tây Ninh. Đây là một trong số các kiến trúc tháp thuộc nền văn hóa Óc Eo còn sót lại tại Nam Bộ Việt Nam.

#### Di tích chiến thắng Tua Hai
Di tích chiến thắng Tua Hai là một khu di tích nằm tại ấp Tua Hai, xã Đồng Khởi, huyện Châu Thành, tỉnh Tây Ninh, nằm về hướng Bắc cách thành phố Tây Ninh khoảng 7 km. Những năm 1960, nơi đây được xem là bắt đầu cho phong trào Đồng Khởi ở Tây Ninh và của cả Đông Nam Bộ. Đến ngày 23 tháng 7 năm 1993, Di tích chiến thắng Tua Hai đã được Bộ Văn hóa - Thể thao (nay là Bộ Văn hóa, Thể thao và Du lịch) công nhận là di tích lịch sử văn hóa theo Quyết định số 937/QĐ-BT. Ngày 26 tháng 1 hàng năm được xem là ngày kỷ niệm Chiến thắng Tua Hai.

#### Căn cứ Dương Minh Châu
Căn cứ Dương Minh Châu hay còn gọi là căn cứ Trà Vọng sau năm 1949 đổi tên theo Dương Minh Châu (Chủ tịch Ủy ban hành chính kháng chiến tỉnh Tây Ninh), ngay nay là khu VH-LS Dương Minh Châu thuộc ấp Phước Tân, xã Phước Ninh, huyện Dương Minh Châu, tỉnh Tây Ninh.

## Thiên nhiên

### Hồ Dầu Tiếng

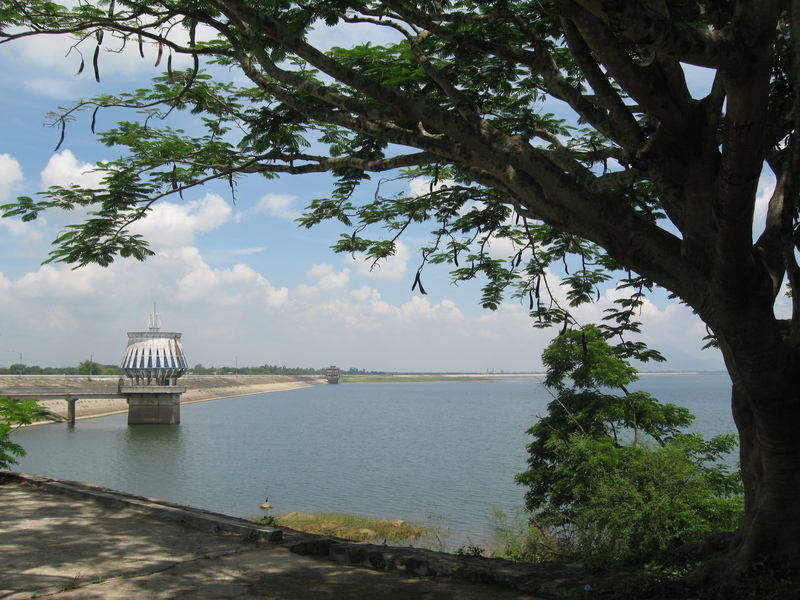
Hồ Dầu Tiếng.

Hồ Dầu Tiếng là một hồ nước nhân tạo nằm trên địa bàn 3 tỉnh gồm Tây Ninh, Bình Dương và Bình Phước thuộc vùng Đông Nam Bộ, Việt Nam. Hồ được hình thành do chặn dòng thượng nguồn sông Sài Gòn, là hồ thủy lợi lớn nhất Việt Nam và Đông Nam Á. Hiện nay, Hồ Dầu Tiếng chịu sự quản lý của Công ty TNHH MTV Khai thác Thủy Lợi Dầu Tiếng - Phước Hòa trực thuộc Bộ Nông nghiệp và Phát triển Nông thôn. Từ năm 2017, hồ Dầu Tiếng trở thành công trình liên quan đến an ninh quốc gia.

### Vườn quốc gia Lò Gò – Xa Mát
Vườn quốc gia Lò Gò – Xa Mát (còn được gọi là Khu bảo tồn quốc gia Lò Gò – Xa Mát) là một vườn quốc gia của Việt Nam, được thành lập theo Quyết định số 91/2002/QĐ-TTg của Thủ tướng Chính phủ Cộng hòa Xã hội Chủ nghĩa Việt Nam trên cơ sở nâng cấp Khu Bảo tồn thiên nhiên Lò Gò - Xa Mát.

### Thung lũng Ma Thiên Lãnh

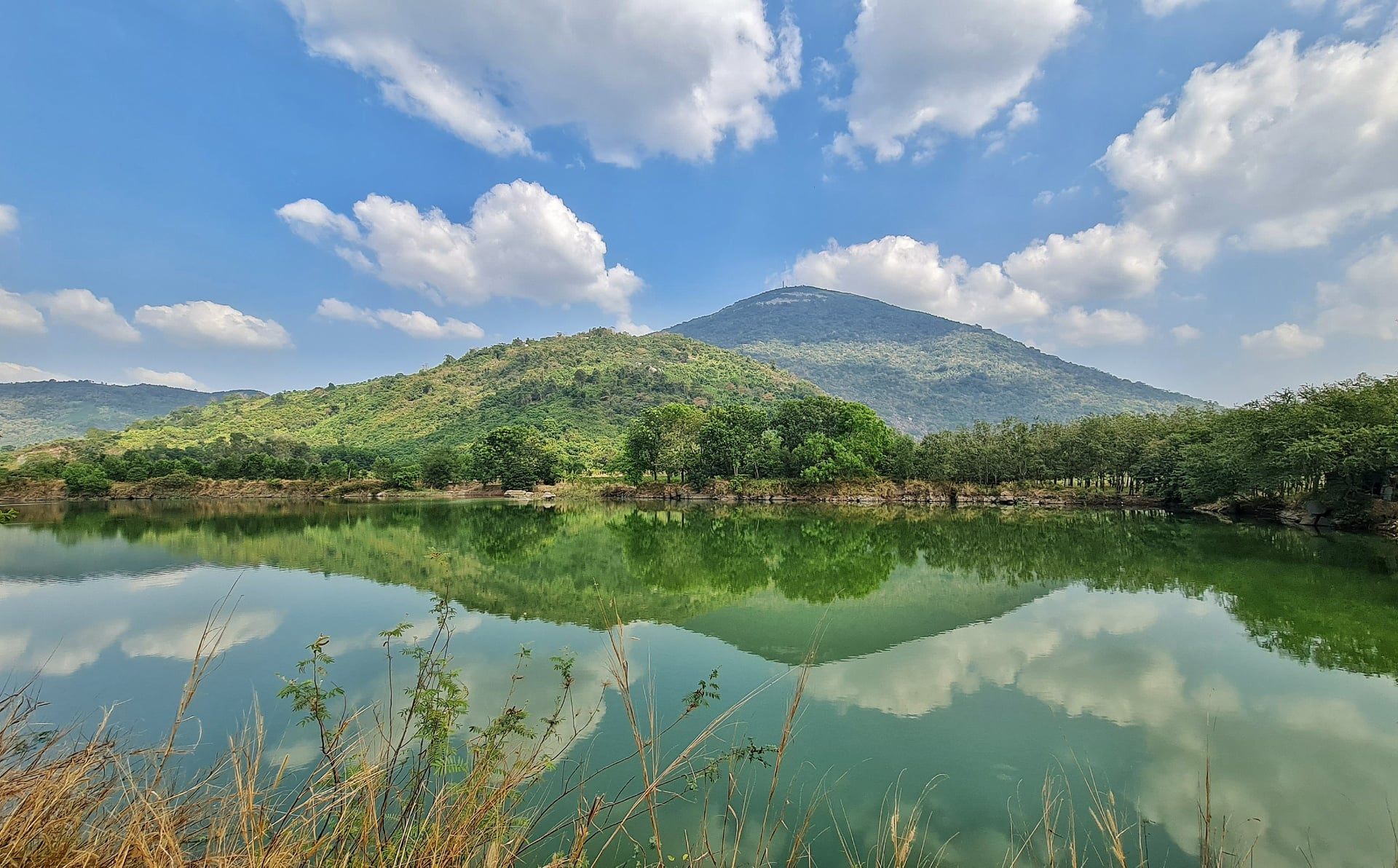
Một hồ nước tại Ma Thiên Lãnh.

Thung lũng Ma Thiên Lãnh là một thung lũng tại Tây Ninh nằm trong quần thể núi Bà Đen, là nơi tiếp giáp giữa ba ngọn núi là núi Heo (núi Đất), núi Phụng và núi Bà Đen thuộc địa phận xã Thạnh Tân, thành phố Tây Ninh. Nhiều tờ báo của Việt Nam đã ví von nơi này như "Đà Lạt của Đông Nam Bộ". Ma Thiên Lãnh nằm cách thành phố Tây Ninh khoảng 10 km về hướng Đông - Bắc.
Nơi này đã được biết đến nhiều hơn sau vụ đi lạc của 20 sinh viên vào năm 2015.

## Công trình tôn giáo

### Tòa Thánh Tây Ninh

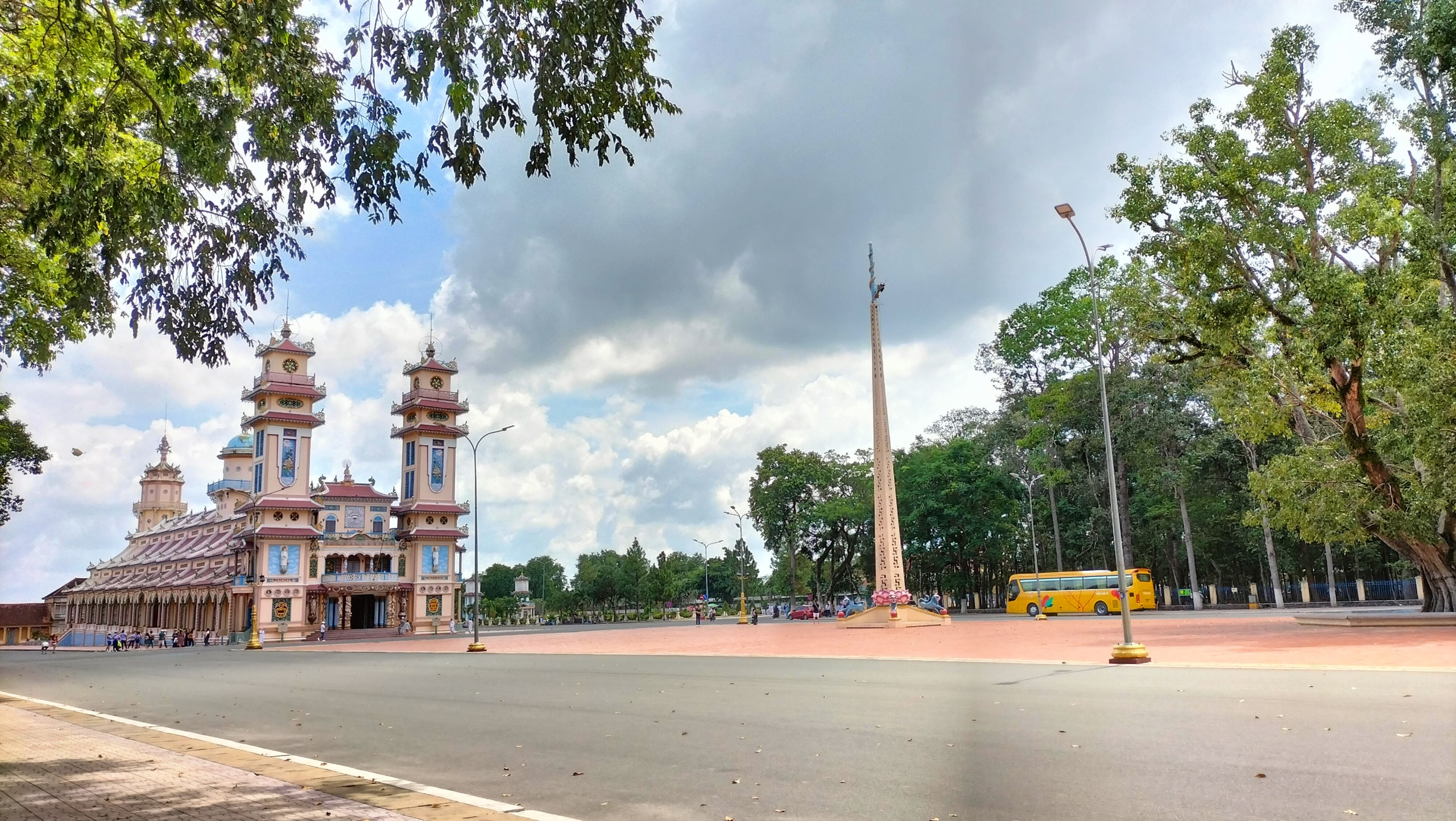
Khuôn viên Tòa Thánh Tây Ninh.

Tòa Thánh Tây Ninh còn được gọi là Đền Thánh là một công trình tôn giáo của đạo Cao Đài, tọa lạc trong khuôn viên Nội ô Tòa Thánh Tây Ninh tại phường Long Hoa, thị xã Hòa Thành, tỉnh Tây Ninh; cách trung tâm Thành phố Tây Ninh khoảng 5 km về phía Đông Nam, thuộc miền Nam Việt Nam.
Nơi đây được xem là Trung ương của đạo Cao Đài.

### Chùa Gò Kén - Từ Lâm Tự

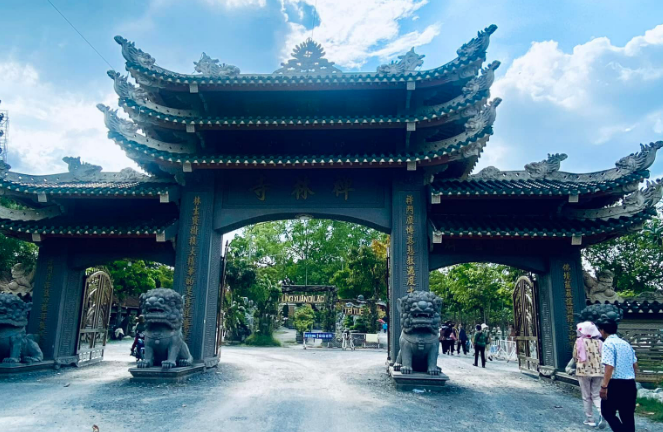
Cổng chùa Gò Kén Tây Ninh.

Từ Lâm Tự hay chùa Gò Kén, chùa Thiền Lâm là một ngôi chùa Phật giáo nằm tại ấp Long Trung, phường Long Thành Trung, thị xã Hòa Thành, tỉnh Tây Ninh. Đây là một trong những kiến trúc Phật giáo có mặt sớm nhất ở Tây Ninh khi có tuổi đời hơn 100 năm tuổi. Đây cũng là nơi mà Cao Huỳnh Cư, Cao Hoài Sang và Phạm Công Tắc mượn làm nơi khai sinh ra đạo Cao Đài. Trụ trì chùa hiện nay là Thích Thiện Nghĩa. Cùng với Tòa Thánh Tây Ninh và núi Bà Đen, cả ba được xem là ba kiến trúc tâm linh gần như thẳng hàng ở Tây Ninh.
Ngôi chùa được xây dựng trên một gò đất cao mọc đầy dây kén. Cũng vì vậy mà mọi người đã gọi chùa Thiền Lâm là chùa Gò Kén. Tên gọi đó vẫn còn tồn tại đến hiện nay dù loại dây kén này đã không còn. Mục tiêu của chùa là trở thành Trung tâm Phật giáo của tỉnh Tây Ninh.

### Giáo xứ Tây Ninh
Giáo xứ Tây Ninh thuộc giáo hạt Tây Ninh, giáo phận Phú Cường, nằm ở đường 30/4, phường 2, thành phố Tây Ninh, tỉnh Tây Ninh, thuộc vùng Đông Nam Bộ. Giáo xứ nằm cách giáo phận Phú Cường 84 km và giáo phận Đức Bà 94 km được thành lập vào năm 1881 bởi linh mục Simon Sĩ, nguyên Chánh xứ Họ đạo Tha La.

## Lễ hội

### Lễ hội Xuân núi Bà Đen
Lễ hội Xuân núi Bà Đen được tổ chức bắt đầu từ mùng 4 tháng Giêng cho đến hết tháng Giêng hằng năm với 3 ngày quan trọng nhất là mùng 4, 5 và 6. Trong dịp này những người hành hương về Núi Bà, thường xin những gói giấy đỏ trong đựng một nhúm gạo, hoặc tiền lẻ coi như xin lộc Bà đầu năm để làm ăn phát lộc, phát tài.

### Hội Yến Diêu Trì Cung
Hội Yến Diêu Trì Cung là một Đại lễ đặc biệt quan trọng của Đạo Cao Đài, được tổ chức vào dịp Rằm tháng Tám âm lịch hằng năm. Đại lễ lớn nhất được Hội Thánh Cao Đài Tây Ninh tổ chức vào ngày 14, 15 tháng 8 (âm lịch) tại Điện Thờ Phật Mẫu trong nội ô Tòa Thánh Tây Ninh, thu hút hàng chục vạn tín đồ đạo Cao Đài và đông đảo nhân dân ở các tỉnh Nam bộ về dự.

### Đại lễ vía Đức Chí Tôn
Đại lễ vía Đức Chí Tôn là một trong hai ngày lễ trọng đại nhất trong năm của đạo Cao Đài cùng Lễ vía Đức Diêu Trì Kim Mẫu (tức Hội Yến Diêu Trì Cung). Đại lễ được tổ chức vào ngày mùng 9 tháng Giêng hàng năm. Lễ là dịp để tín đồ đạo Cao Đài tôn kính Đức Chí Tôn, được xem là đấng tạo hóa, hóa sanh ra vạn vật trong càn khôn vũ trụ, người đạo còn gọi là đấng cha hiền (Đại từ phụ) của nhân loại.

### Dù lượn Tây Ninh
Vào năm 2022, dưới sự quản lý của Sở Văn hóa, Thể thao và Du lịch tỉnh Tây Ninh, Liên đoàn dù lượn, diều bay thể thao đã được thành lập với lễ ra mắt và biểu diễn dù lượn được tổ chức tại khu vực hồ Dầu tiếng, huyện Dương Minh Châu, tỉnh Tây Ninh trong vòng 2 ngày là ngày 30 tháng 4 và 1 tháng 5.

## Ẩm thực

### Muối tôm

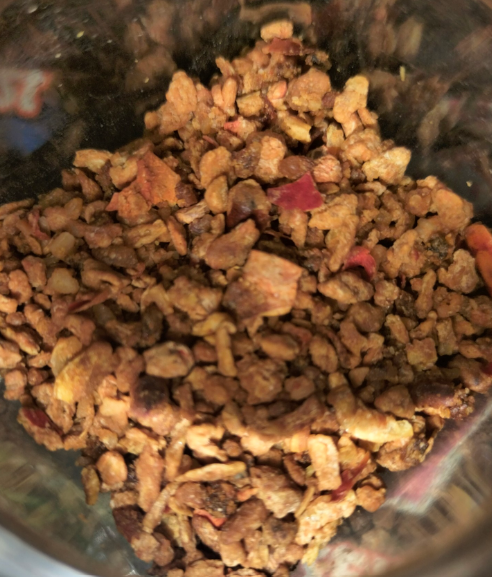
Muối tôm Tây Ninh, kiểu hạt to.

Muối tôm là một đặc sản của Tây Ninh mặc dù đây không phải là một tỉnh, thành giáp biển. Muối tôm Tây Ninh có nhiều thành phần gồm ớt, tỏi, sả và đặc biệt là tôm, được trộn đều rồi rang lên. Nguồn gốc của muối tôm được cho là ra đời trong giai đoạn chiến tranh chống Pháp và Mỹ.

### Bánh canh Trảng Bàng
Không ai biết bánh canh Trảng Bàng ra đời chính xác vào năm nào, chỉ biết rằng món ăn này đã có mặt từ những năm đầu thế kỉ XX. Có nhiều truyền thuyết về nguồn gốc ra đời của bánh canh Trảng Bàng nhưng được truyền tai nhiều nhất có lẽ là câu chuyện về người phụ nữ tảo tần với đôi quang gánh bánh canh, nấu nước lèo bằng nồi đất và múc nước lèo bằng gáo dừa.

### Bánh tráng phơi sương
Bánh tráng phơi sương là loại bánh tráng đặc sản ở thị xã Trảng Bàng, Tây Ninh. Bánh dẻo, có vị mặn, có dạng hình tròn tương tự với các loại bánh tráng khác nhưng có màu trắng đục hơn và lấm tấm những hạt bong bóng nổi trên mặt bánh, có thể sử dụng trực tiếp không cần phải nhúng nước hay nướng giòn. Bánh tráng phơi sương đang được Sở Khoa học - công nghệ tỉnh Tây Ninh làm thủ tục để đăng ký thương hiệu: bánh tráng phơi sương Trảng Bàng, và được nhiều sự quan tâm của thực khách khắp nơi.

## Công trình khác

### Cửa khẩu Mộc Bài (Khu kinh tế Mộc Bài)

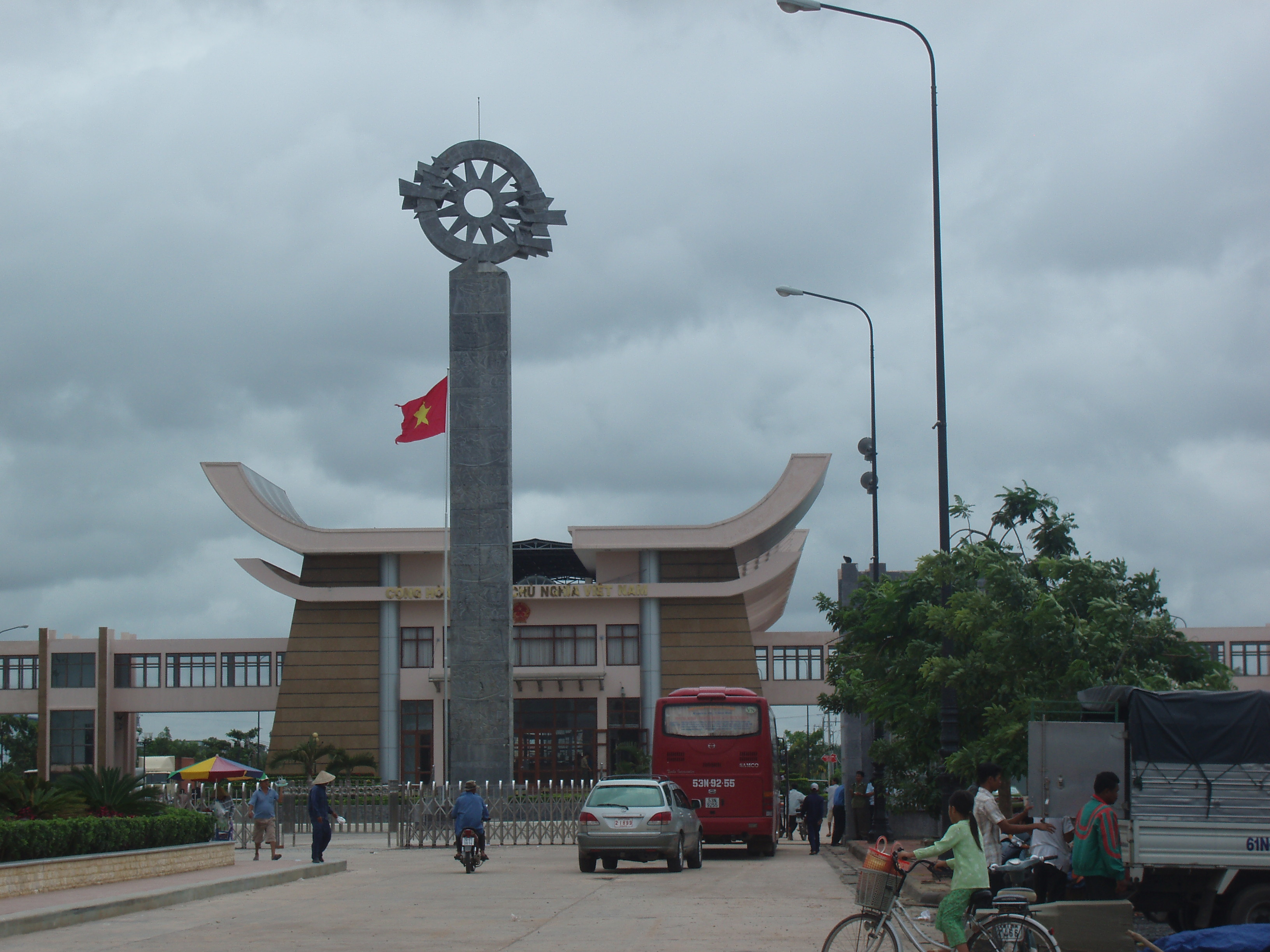
Cửa khẩu Mộc Bài tỉnh Tây Ninh.

Cửa khẩu Quốc tế Mộc Bài là cửa khẩu quốc tế đường bộ tại vùng đất xã Lợi Thuận, huyện Bến Cầu, tỉnh Tây Ninh, Việt Nam. Cửa khẩu Quốc tế Mộc Bài thông thương với Cửa khẩu Quốc tế Bavet tại thị xã Bavet, tỉnh Svay Rieng, Campuchia. Đây đồng thời là cửa khẩu lớn nhất phía Nam trên tuyến biên giới đất liền Việt Nam - Campuchia. Cửa khẩu là thành tố chính lập ra Khu kinh tế cửa khẩu Mộc Bài gồm:
- Khu thương mại công nghiệp
- Khu quản lý hành chính
- Khu quản lý và kiểm soát cửa khẩu quốc tế
- Khu đô thị và dân cư
- Khu du lịch - dịch vụ
- Khu vực phát triển nông lâm nghiệp

### Cửa khẩu Xa Mát
Cửa khẩu Xa Mát là cửa khẩu quốc tế đường bộ ở vùng đất Tân Lập, Tân Biên, Tây Ninh .Cửa khẩu có vai trò quan trọng trong việc phát triển giao lưu thương mại, trong xây dựng, phát triển kinh tế hướng ngoại, sau này trở thành trung tâm giao dịch thương mại quốc tế.

### Chợ Long Hoa

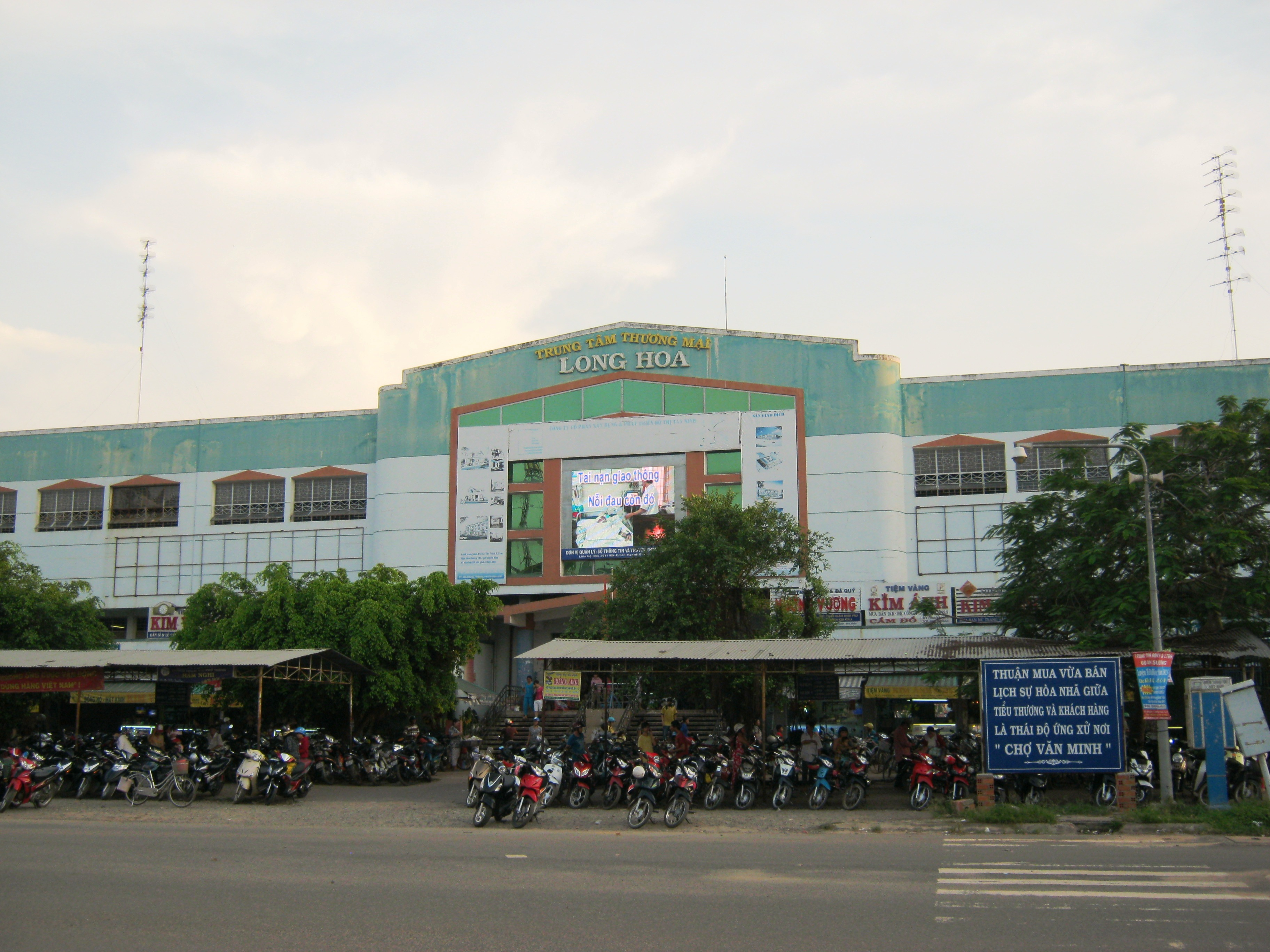
Chợ Long Hoa (Trung tâm thương mại Long Hoa).

Chợ Long Hoa hay Trung tâm thương mại Long Hoa được xem là trung tâm giao thương, ngôi chợ lớn nhất của tỉnh Tây Ninh. Chợ tọa lạc tại phường Long Hoa, thị xã Hòa Thành. Ngôi chợ nằm ngay trung tâm của thị xã Hòa Thành với 4 mặt tiền đường Huỳnh Văn Mừng với 8 hướng tiếp cận, cách Tòa Thánh Tây Ninh 3 km về phía Nam, núi Bà Đen 18 km về phía Tây Nam.
Chợ Long Hoa còn là biểu tượng cho sự phồn thịnh Tây Ninh, niềm tự hào của đạo Cao Đài.

### Sân vận động Tây Ninh
Sân vận động Tây Ninh là 1 sân vận động có diện tích hơn 4 ha, nằm tại đường 30 tháng 4. Sân có 2 khán đài với sức chứa khoảng 16.000 chỗ ngồi, được xây dựng vào năm 2004 và khánh thành vào năm 2005. Trước năm 2009 sân có 1 khán đài. Từ tháng 1 năm 2009 xây dựng thêm khán đài B và hệ thống đèn chiếu sáng.

### Vincom Plaza Tây Ninh
Vincom Plaza Tây Ninh là một tòa nhà do tập đoàn Vingroup xây dựng tại đường 30 tháng 4, khu phố 1, phường 3, thành phố Tây Ninh. Đây đồng thời cũng là tòa nhà cao nhất tỉnh Tây Ninh 21 tầng với tổng diện tích 12.400 m2, bao gồm 3 tầng nổi, 2 tầng ngầm.
Tổ hợp còn bao gồm Khách sạn Vinpearl 5 sao đầu tiên và nhà phố thương mại Shophouse đầu tiên tại thành phố Tây Ninh. Bên trong Vincom Plaza Tây Ninh còn có những dịch vụ giải trí như: rạp chiếu phim CGV Tây Ninh, BukBuk, Medicare, WinMart, VinFast,...

## Lễ hội
| Tên lễ hội              | Thời gian                      | Nội dung |
| ----------------------- | ------------------------------ | --- |
| Hội xuân núi Bà         | 1–15 tháng 1 âm lịch           | Nét văn hóa đặc trưng dân gian Nam Bộ, mong muốn cuộc sống ấm no và hạnh phúc trong dịp Tết Nguyên Đán.       |
| Lễ vía Bà Đen           | 4–6 tháng 5 âm lịch            | Lễ hội tín ngưỡng dân gian của người dân địa phương và bày tỏ lòng tôn đính đối với Linh Sơn Thánh Mẫu.       |
| Đại lễ vía Đức Chí Tôn  | 8, 9 tháng 1 âm lịch           | Lễ hội tôn giáo của đạo Cao Đài để tín đồ của đạo bày tỏ sự tôn kính Đức Chí Tôn, được xem là đấng tạo hóa.   |
| Hội Yến Diêu Trì Cung   | 14, 15 tháng 8 âm lịch         | Lễ hội tôn giáo của đạo Cao Đài cầu sự bình an, hòa thuận trong cuộc sống.                                    |
| Lễ hội Chol Chnam Thmay | 14–16 tháng 4                  | Lễ hội tết dân tộc Khmer, có ý nghĩa tiễn đưa mùa nắng hạn và thần Teveda cũ, đón mùa mưa và thần Teveda mới. |
| Lễ hội Sene Dolta       | 29 tháng 8 – 1 tháng 9 âm lịch | Lễ cúng ông bà của người Khmer.                                                                               |

## Công trình được quy hoạch
Các công trình du lịch đã được quy hoạch xây dựng trong giai đoạn 2016 - 2020:
- Khu kinh tế, cửa khẩu Phước Tân: 54,51 ha.
- Khu kinh tế, cửa khẩu Vạc Sa: 89 ha.
- Khu du lịch sinh thái Vườn quốc gia Lò Gò - Xa Mát: diện tích rừng 18.806 ha, diện tích khu hành chính và trung tâm 125 ha.
- Khu du lịch đập Tha La: 15 ha.
- Sân golf và khu nghỉ dưỡng hữu nghị Mộc Bài: 120 ha.

### Tư liệu
- Phát triển du lịch tỉnh Tây Ninh, thời kì hội nhập  – Trường Đại học Sư phạm Kỹ thuật Thành phố Hồ Chí Minh.